# Community Shield 2018
La Community Shield 2018 fue la XCV edición de la Community Shield. La disputaron el Manchester City como ganador de la Premier League 2017-18 y el Chelsea como campeón de la FA Cup 2017-18, el 5 de agosto de 2018 en el Estadio Wembley. 

## Equipos participantes
| Manchester City |  |                         |  | Campeón de la Premier League (2017-18) |
| Chelsea         |  | Bandera de Gran Londres |  | Campeón de la FA Cup (2017-18)         |

## Partido
| 1          | POR        | Wilfredo Caballero |     |
| 28         | DEF        | César Azpilicueta  |     |
| 2          | DEF        | Antonio Rüdiger    |     |
| 30         | DEF        | David Luiz         |     |
| 3          | DEF        | Marcos Alonso      |     |
| 4          | MED        | Cesc Fàbregas      | 60' |
| 5          | MED        | Jorginho           |     |
| 8          | MED        | Ross Barkley       |     |
| 11         | DEL        | Pedro              | 79' |
| 29         | DEL        | Álvaro Morata      | 69' |
| 20         | DEL        | Callum Hudson-Odoi | 60' |
| Entrenador | Entrenador | Maurizio Sarri     |     |

| 1          | POR        | Claudio Bravo   |       |
| 2          | DEF        | Kyle Walker     |       |
| 5          | DEF        | John Stones     | 90+4' |
| 14         | DEF        | Aymeric Laporte | 87'   |
| 22         | DEF        | Benjamin Mendy  |       |
| 20         | MED        | Bernardo Silva  |       |
| 25         | MED        | Fernandinho     |       |
| 47         | MED        | Philip Foden    | 75'   |
| 26         | DEL        | Riyad Mahrez    | 68'   |
| 10         | DEL        | Sergio Agüero   | 80'   |
| 19         | DEL        | Leroy Sané      | 46'   |
| Entrenador | Entrenador | Josep Guardiola |       |

| 6  | MED | Danny Drinkwater | 60' |
| 22 | MED | Willian          | 60' |
| 19 | DEL | Tammy Abraham    | 69' |
| 15 | MED | Victor Moses     | 79' |

| 8  | MED | İlkay Gündoğan   | 46'   |
| 33 | DEL | Gabriel Jesus    | 68'   |
| 55 | MED | Brahim Díaz      | 75'   |
| 4  | DEF | Vincent Kompany  | 80'   |
| 30 | DEF | Nicolás Otamendi | 87'   |
| 81 | DEL | Claudio Gomes    | 90+4' |

| Anotado | 13' | Sergio Agüero | 0–1 |
| Anotado | 58' | Sergio Agüero | 0–2 |

| Árbitro             | Jonathan Moss |
| Árbitros asistentes | Adam Nunn     |
| Árbitros asistentes | Eddie Smart   |
| Cuarto árbitro      | Paul Tierney  |

| 1          | POR        | Wilfredo Caballero |     |
| 28         | DEF        | César Azpilicueta  |     |
| 2          | DEF        | Antonio Rüdiger    |     |
| 30         | DEF        | David Luiz         |     |
| 3          | DEF        | Marcos Alonso      |     |
| 4          | MED        | Cesc Fàbregas      | 60' |
| 5          | MED        | Jorginho           |     |
| 8          | MED        | Ross Barkley       |     |
| 11         | DEL        | Pedro              | 79' |
| 29         | DEL        | Álvaro Morata      | 69' |
| 20         | DEL        | Callum Hudson-Odoi | 60' |
| Entrenador | Entrenador | Maurizio Sarri     |     |

| 1          | POR        | Claudio Bravo   |       |
| 2          | DEF        | Kyle Walker     |       |
| 5          | DEF        | John Stones     | 90+4' |
| 14         | DEF        | Aymeric Laporte | 87'   |
| 22         | DEF        | Benjamin Mendy  |       |
| 20         | MED        | Bernardo Silva  |       |
| 25         | MED        | Fernandinho     |       |
| 47         | MED        | Philip Foden    | 75'   |
| 26         | DEL        | Riyad Mahrez    | 68'   |
| 10         | DEL        | Sergio Agüero   | 80'   |
| 19         | DEL        | Leroy Sané      | 46'   |
| Entrenador | Entrenador | Josep Guardiola |       |

| 6  | MED | Danny Drinkwater | 60' |
| 22 | MED | Willian          | 60' |
| 19 | DEL | Tammy Abraham    | 69' |
| 15 | MED | Victor Moses     | 79' |

| 8  | MED | İlkay Gündoğan   | 46'   |
| 33 | DEL | Gabriel Jesus    | 68'   |
| 55 | MED | Brahim Díaz      | 75'   |
| 4  | DEF | Vincent Kompany  | 80'   |
| 30 | DEF | Nicolás Otamendi | 87'   |
| 81 | DEL | Claudio Gomes    | 90+4' |

| Anotado | 13' | Sergio Agüero | 0–1 |
| Anotado | 58' | Sergio Agüero | 0–2 |

| Árbitro             | Jonathan Moss |
| Árbitros asistentes | Adam Nunn     |
| Árbitros asistentes | Eddie Smart   |
| Cuarto árbitro      | Paul Tierney  |

| Campeón Community Shield 2018 |
| ----------------------------- |
| Manchester City 5° título     |

| Predecesor: Community Shield 2017 | Community Shield 2018 | Sucesor: Community Shield 2019 |

- Datos: Q52342888